# Cantó de Rozoy-sur-Serre
El cantó de Rozoy-sur-Serre és un cantó francès del departament de l'Aisne, situat al districte de Laon. Té 30 municipis i el cap és Rozoy-sur-Serre.

## Municipis
- Archon
- Les Autels
- Berlise
- Brunehamel
- Chaourse
- Chéry-lès-Rozoy
- Clermont-les-Fermes
- Cuiry-lès-Iviers
- Dagny-Lambercy
- Dizy-le-Gros
- Dohis
- Dolignon
- Grandrieux
- Lislet
- Montcornet
- Montloué
- Morgny-en-Thiérache
- Noircourt
- Parfondeval
- Raillimont
- Renneval
- Résigny
- Rouvroy-sur-Serre
- Rozoy-sur-Serre
- Sainte-Geneviève
- Soize
- Le Thuel
- Vigneux-Hocquet
- La Ville-aux-Bois-lès-Dizy
- Vincy-Reuil-et-Magny

## Història
| Data d'elecció                           | Identitat          | Partit                     | Qualitat |
| ---------------------------------------- | ------------------ | -------------------------- | -------- |
| 1945-1945                                | M. Petit           | Radicals independents      |          |
| 1949-1951                                | M. Daine           | Divers droite              |          |
| 1951-1964                                | Jacques Listre     | Divers droite              |          |
| 1964-1982                                | Pierre Dufourg     | CD, després UDF            |          |
| 1982-2008                                | Joseph Braem       | PS                         |          |
| 2008-                                    | Nicolas Fricoteaux | Divers droite, després UDI |          |
| les dades anteriors no són pas conegudes |                    |                            |          |
|                                          |                    |                            |          |

## Demografia
| A partir de 1990: Població sense dobles comptes |